# Senza
Senza è un racconto di Samuel Beckett scritto in francese (Sans) e pubblicato nel 1969 dalle Éditions de Minuit di Parigi in Têtes-mortes. In inglese, tradotto dall'autore stesso con il titolo Lessness, è uscito presso Calder di Londra nel 1970. La traduzione in italiano, di Renato Oliva, è apparsa insieme a Lo spopolatore per la prima volta nella collana Einaudi Letteratura della casa editrice di Torino nel 1972.
Il testo è ispirato in parte dalla musica sperimentale di John Cage degli anni 1960 ed è stato considerato, seppure in prosa, al confine con la poesia. Le parole sembrano ruotare in ordine compositivo matematico. Emil Cioran racconta un suo ricordo di Beckett, quando, ammirato per la composta asciuttezza del titolo inglese Lessness lo salutò dicendogli che avrebbe cercato tutta la notte un corrispondente neologismo francese. Non ci riuscì, tuttavia il giorno dopo entrambi si dissero che una derivazione dal latino "sine" poteva essere appropriata e chiamarono il racconto Sinéité, anche se era già pubblicato con il titolo di Sans.

## Trama
È il racconto, distribuito in 24 capoversi per un totale di 120 frasi, di un essere ridotto a una specie di stato comatoso, sdraiato tra rovine, mentre ricorda il passato.

## Edizioni
- Samuel Beckett, Sans, in Têtes-mortes, Éditions de Minuit, Paris, 1969 (edizione aumentata)
- id., Lessness, Calder, London, 1970
- id., Senza, in Senza e Lo spopolatore, trad. Renato Oliva, "Einaudi Letteratura", Einaudi, Torino, 1972
- id., Senza, in L'immagine. Senza. Lo spopolatore, trad. Renato Oliva, "Nuovi coralli", Einaudi, Torino, 1989
- id., in Racconti e prose brevi, a cura di Paolo Bertinetti, "Letture", Einaudi, Torino, 2010, ISBN 978-88-06-20215-6